# Callyspongia rowi
Callyspongia rowi är en svampdjursart som beskrevs av Burton 1959. Callyspongia rowi ingår i släktet Callyspongia och familjen Callyspongiidae.
Artens utbredningsområde är Oman. Inga underarter finns listade i Catalogue of Life.